# Hapalochlaena lunulata
Hapalochlaena lunulata é uma das três espécies venenosas de polvos-de-anéis-azuis. Ao contrário das espécies meridionais a ela aparentadas (Hapalochlaena fasciata e Hapalochlaena maculosa), que só se encontram em águas australianas, a distribuição desta espécie de polvo estende-se para o Oceano Pacífico ocidental tropical. Podem pesar cerca de 10 a 100 gramas, dependendo da sua idade.

## Presas
Alimenta-se principalmente de crustáceos, como caranguejos e camarões, embora ocasionalmente se alimente de peixes. Recorrendo à técnica da emboscada, estes polvos ferem as presas com um seu bico. A presa fica paralisada devido à poderosa neurotoxina presente na saliva do polvo, sendo facilmente devorada a seguir.

## Toxicidade
A neurotoxina presente na saliva, a tetrodotoxina, é produzida por bactérias nas glândulas salivares. A tetrodotoxina bloqueia os canais de sódio, causando paralisia motora e paragem respiratória após alguns minutos de exposição, levando à paragem cardiorrespiratória devido à falta de oxigénio. E segundo estudos, não há antídoto para essa toxina.

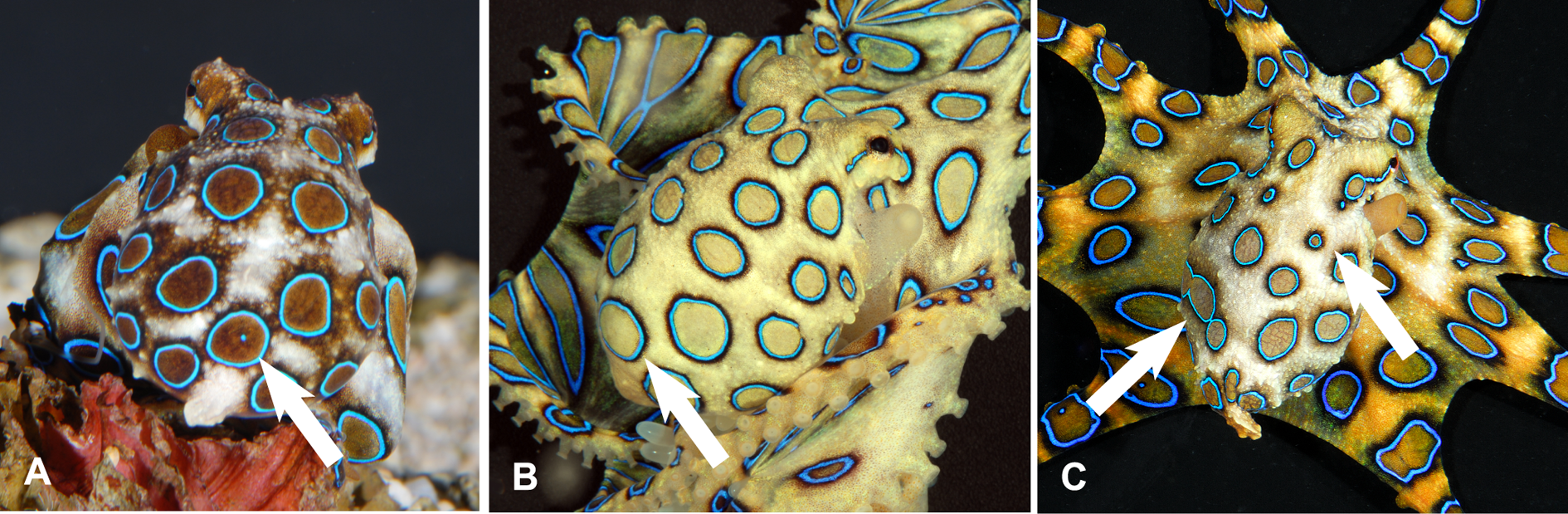
Padrões anelares variáveis no revestimento de Hapalochlaena lunulata